# Muurahainen (ö i Birkaland, Tammerfors, lat 61,58, long 24,24)
Muurahainen är en ö i Finland. Den ligger i sjön Vesijärvi och i kommunen Orivesi i den ekonomiska regionen Tammerfors och landskapet Birkaland, i den södra delen av landet, 160 km norr om huvudstaden Helsingfors. Öns area är 0,6 hektar och dess största längd är 160 meter i öst-västlig riktning.